# Augustin Schubert
Augustin Schubert, občanským jménem František (14. května 1902 Žižkov – 28. července 1942 Dachau), byl český římskokatolický kněz, člen řádu augustiniánů, převor pražského augustiniánského konventu, vzdělavatel katolického tělovýchovného spolku Orel. Stal se obětí nacistického režimu.

## Život

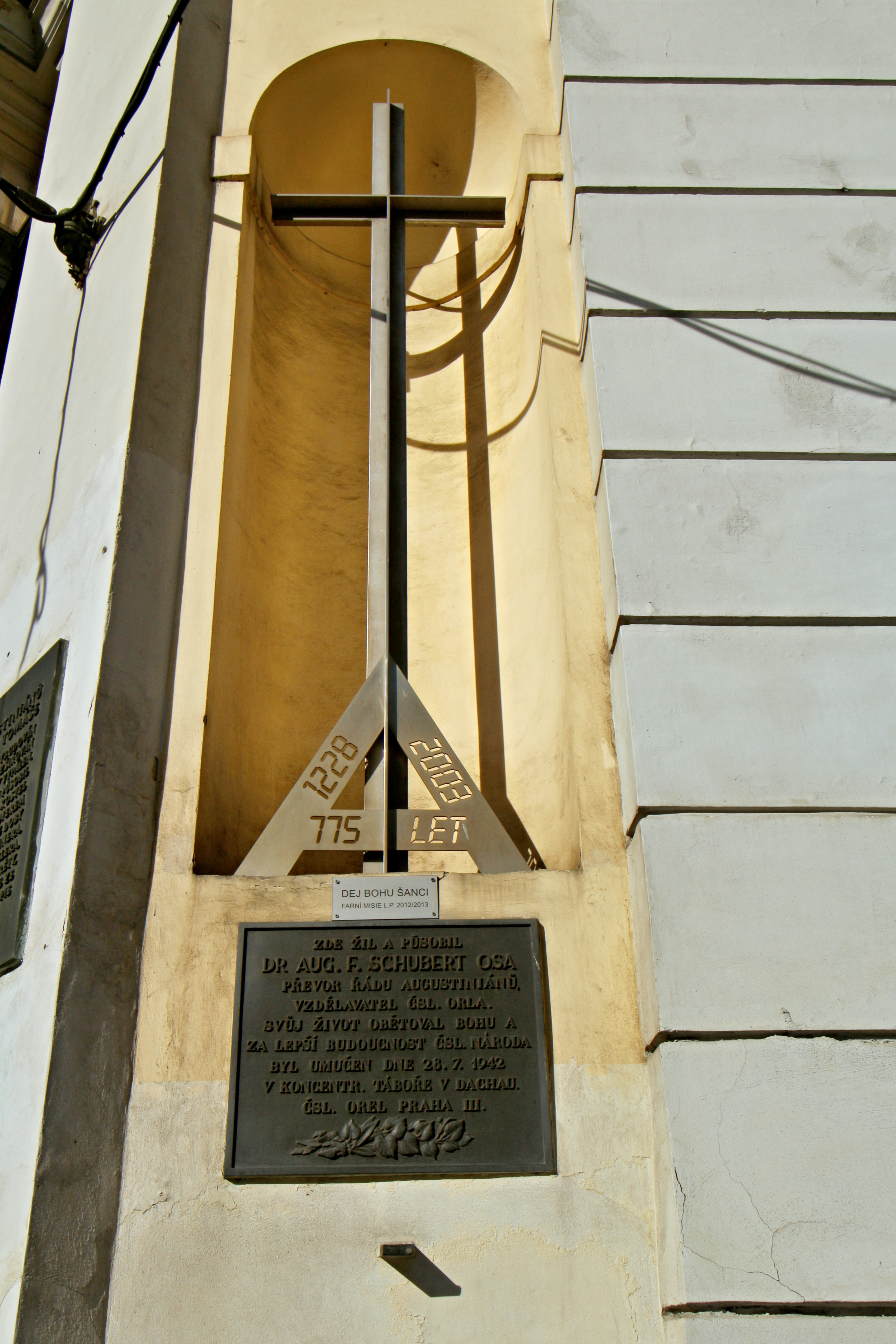
Pamětní kříž dr. Schuberta na malostranském kostele sv. Tomáše

Narodil se v rodině železničního úředníka na Žižkově u Prahy. Studoval filosofii a v roce 1925 z ní získal doktorát. Téhož roku, 28. srpna (svátek sv. Augustina), byl přijat do augustiniánského řádu. Při obláčce dostal jméno zakladatele řádu – Augustin.
Studoval teologii a dne 20. ledna 1929 přijal kněžské svěcení. Primiční Mši svatou slavil 27. ledna. Působil v pražském augustiniánském konventu při kostele sv. Tomáše na Malé Straně. Nějakou dobu též byl jeho působištěm klášter v Dolním Ročově na Lounsku a klášter v České Lípě.
Později opět působil v Praze na Malé Straně u sv. Tomáše, a v roce 1932 se stal převorem tamního kláštera.
Byl aktivním členem Orla – katolické tělovýchovné organizace. Stal se župním vzdělavatelem, což znamená, že se staral o duchovní život cvičenců, u nichž se také snažil o prohlubování jejich národního uvědomění.
Po Mnichovské dohodě se netajil svými protinacistickými názory. Dne 26. srpna 1939 byl zadržen kvůli tomu, že se dopustil pohanění německé armády. Záhy byl propuštěn, ale po krátkém čase opět uvězněn. Nějakou dobu strávil v Praze na Pankráci, odkud byl poté vyvezen do koncentračního tábora v Oranienburg. Tam se snažil, přes kruté podmínky, povzbuzovat zde vězněné české studenty. Posléze byl opět převezen na Pankrác, odkud byl opět transportován. Místo, kam byl umístěn, byl koncentrační tábor Dachau.
V Dachau zemřel dne 28. července 1942 na otevřenou tuberkulózu a srdeční slabost.

## Úcta
Dne 19. dubna 2023 započal jeho beatifikační proces podepsáním tzv. „nihil obstat“, čímž obdržel titul služebník Boží.